# Super Bowl VII
A Super Bowl VII az 1972-es NFL-szezon döntője volt. A mérkőzést a Los Angeles Memorial Coliseumban játszották Los Angelesben 1973. január 14-én. A Miami Dolphins 14–7-re nyerte a mérkőzést a Washington Redskins ellen. A Dolphins lett az első – és jelenleg is az egyetlen csapat –, amely veretlenül, 17–0-s mutatóval nyert meg egy NFL-szezont.

## A döntő résztvevői
A mérkőzés egyik résztvevője a Miami Dolphins volt, amely az alapszakaszból veretlenül, 14–0-s mutatóval került a rájátszásba, az AFC első kiemeltjeként. A konferencia-elődöntőben otthon a Cleveland Browns ellen, majd a konferencia-döntőben idegenben a Pittsburgh Steelers ellen győzött. A Dolphins egy évvel korábban, 1972-ben is döntőt játszott.
A másik résztvevő a Washington Redskins volt, amely az alapszakaszból az NFC első kiemeltjeként jutott a rájátszásba. A konferencia-elődöntőben otthon a Green Bay Packers ellen, majd a konferencia-döntőben szintén hazai pályán a címvédő Dallas Cowboys ellen győzött.

## A mérkőzés
A mérkőzést 14–7-re a Miami Dolphins nyerte. A legértékesebb játékos a Dolphins safety-je, Jake Scott lett.
A mérkőzésen mindössze 21 pont született (3 touchdown és 3 jutalomrúgás), a Super Bowl-ok történetében 2019-ig ezen a mérkőzésen volt a legkevesebb pont.
| N | Idő                  | Drive                | Drive                | Drive                | Csapat               | Play leírása                                                                           | Pont                 | Pont                 |
| N | Idő                  | Play                 | Yard                 | Időtartam            | Csapat               | Play leírása                                                                           | Dolphins             | Redskins             |
| - | -------------------- | -------------------- | -------------------- | -------------------- | -------------------- | -------------------------------------------------------------------------------------- | -------------------- | -------------------- |
| 1 | 0:01                 | 6                    | 63                   | 2:54                 | Dolphins             | Touchdown. Howard Twilley 28 yardos átadás Bob Griesetől, Garo Yepremian jutalomrúgás. | 7                    | 0                    |
|   |                      |                      |                      |                      |                      |                                                                                        |                      |                      |
| 2 | 0:18                 | 5                    | 27                   | 1:33                 | Dolphins             | Touchdown. Jim Kiick 1 yardos futás, Lawrence Tynes jutalomrúgás.                      | 14                   | 0                    |
|   |                      |                      |                      |                      |                      |                                                                                        |                      |                      |
| 3 | nem volt pontszerzés | nem volt pontszerzés | nem volt pontszerzés | nem volt pontszerzés | nem volt pontszerzés | nem volt pontszerzés                                                                   | nem volt pontszerzés | nem volt pontszerzés |
|   |                      |                      |                      |                      |                      |                                                                                        |                      |                      |
| 4 | 2:07                 | –                    | –                    | –                    | Redskins             | Touchdown. Fumble, Mike Bass 49 yardos visszahordás, Curt Knight jutalomrúgás.         | 14                   | 7                    |